# NGC 612
NGC 612 è una vasta galassia lenticolare situata nella costellazione dello Scultore, a una distanza di circa 419 milioni di anni luce dalla nostra Via Lattea.

## Scoperta
La galassia è stata scoperta il 29 novembre 1837 dall'astronomo britannico John Herschel.

## Descrizione
NGC 612 è una galassia attiva del tipo Seyfert 2 e inoltre anche una radiogalassia a larga banda di emissione. Fa parte di un raro tipo di radiogalassie a morfologia ibrida.